# Sidi Khettab
Sidi Khettab (în arabă سيدي خطاب) este o comună din provincia Relizane, Algeria.
Populația comunei este de 14.074 de locuitori (2008).